# 佛山大学站
佛山大学站是佛山地铁3号线的一个车站，位于中国广东省佛山市南海区狮山镇金虹路中。该站于2024年8月23日启用。
本站目前为佛山市位处最北的地铁车站。

## 车站结构

### 车站楼层

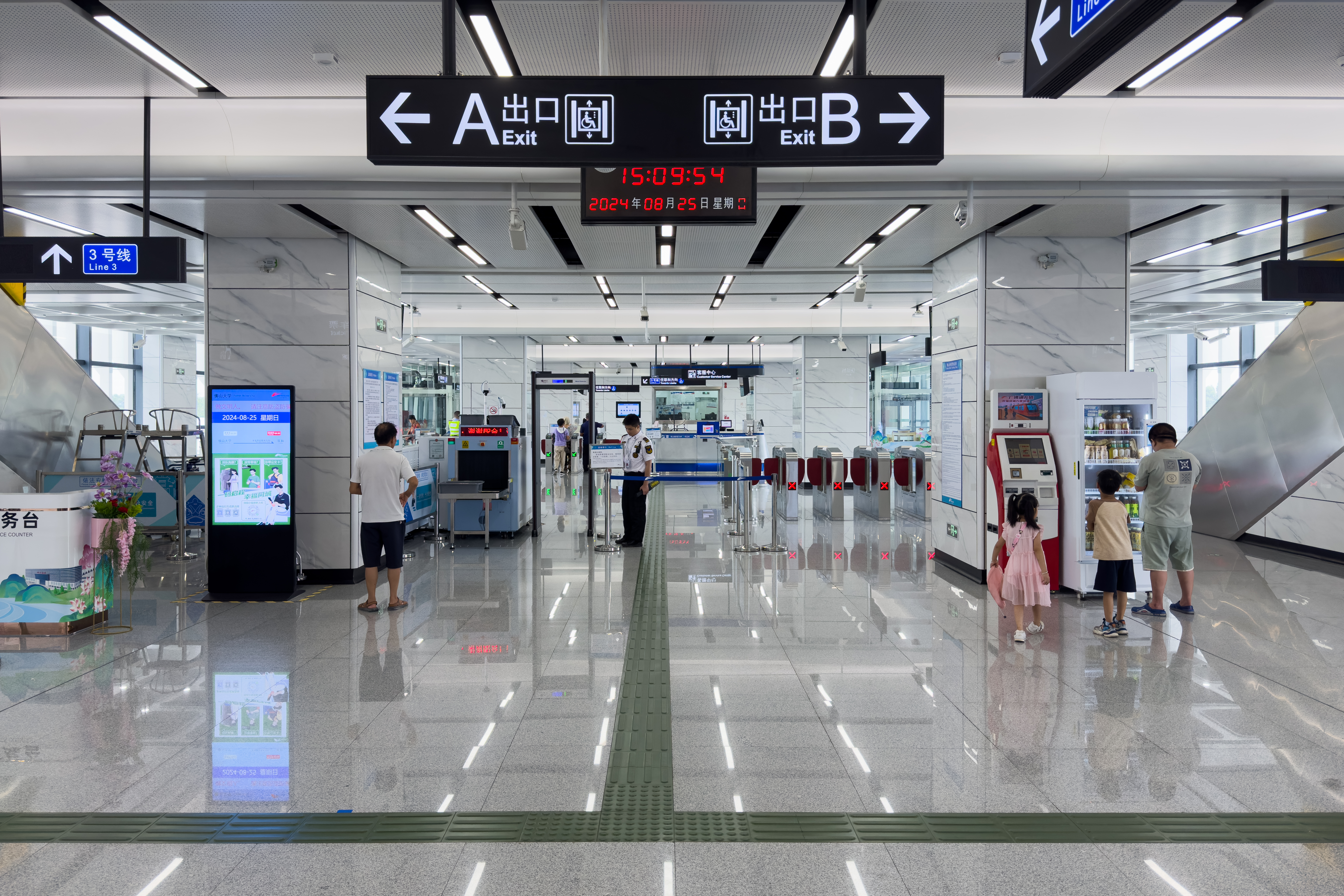
站厅

本站为地上三层侧式车站，全长144米，地上一层为架空层，地上二层为站厅，地上三层为站台。
| 地上三层 | 侧式站台 | 侧式站台                             | 侧式站台 | 侧式站台 |
|          | 1 站台   | █3号线 终点站台                      |          |          |
|          | 2 站台   | █3号线 联和方向 （下站：南海大学城） |          |          |
|          | 侧式站台 |                                      |          |          |
| 地上二层 | 站厅     | 售票机、客服中心、警务室、安检设施   |          |          |
| 地面     | 出入口   |                                      |          |          |

### 站台
本站设有两个侧式站台，位于金虹路的上空。车站东侧设有供列车折返使用的交叉渡线，而西侧亦有设置单渡线。

### 出入口
本站初期设有A、B两个出入口供乘客进出，分布于金虹路南北两侧。
|                                           |                                                       |      |          |                                                                  |
| 編號                                      | 设施                                                  | 照片 | 出口指示 | 建議前往的目的地                                                 |
| A                                         | 盲道标志 · 无障碍通道标志 · 升降机标志 · 扶手电梯标志 |      | 金虹路   | 地铁佛山大学站公交车站（西行）、聚龙村公交车站（西行）           |
| B                                         | 盲道标志 · 无障碍通道标志 · 升降机标志 · 扶手电梯标志 |      | 金虹路   | 佛山大学、地铁佛山大学站公交车站（东行）、聚龙村公交车站（东行） |
| 註： 設有 \| 設有 \| 設有 \| 設有扶手電梯 |                                                       |      |          |                                                                  |

## 历史
3号线于2012年获批时并无设置本站。2015年，3号线规划变更，线路由狮山站延长至本站，因附近为佛山科学技术学院，故以科技学院站作为工程名。相关调整方案于2019年3月28日获广东省发改委批复同意。2022年，本站更名为佛科院仙溪校区站；后因佛科院在2024年5月获批更名为佛山大学，而变更站名为佛山大学仙溪校区站，随后再度更名为佛山大学站。
本站于2019年5月正式开工，2020年10月25日实现主体结构封顶。2023年4月9日，本站外立面幕墙工程顺利竣工。
2024年8月23日，本站随3号线“联和至佛山大学”段开通而启用。